# José (Petrov)
José (em russo:  Иосиф, nascido: Ivan Semyonovich Petrovykh, em russo: Иван Семёнович Петровы́х; 27 (15, de acordo com o Calendário juliano) de dezembro de 1872, Ustiujna, Gubernia de Novogárdia, Império Russo - 20 de novembro de 1937, Lisia Balka (arredores da cidade de Chimkent), Turquestão, RSS Cazaque, URSS) foi bispo da Igreja Ortodoxa Russa. Escritor espiritual, Mestre em Teologia (1903) e metropolita de Petrogrado (1926-1927). Nomeado vice-lugar-tenente patriarcal pelo metropolita Sérgio Stragorodski. Não aceitando a Declaração de 1927 de total lealdade às autoridades soviéticas e sua transferência para a diocese de Odessa, torna-se o líder do "Movimento Josefino".
Glorificado como santo pela Igreja Ortodoxa Russa no Exterior como Hieromártir José de Petrogrado.